# مسجد مینگیس
مسجد مینگیس (انگلیسی: Mingis Mosque) یک مسجد شیعیان پیشین و بنای تاریخی معماری است که در محله مینگیس شهر اردوباد در جمهوری آذربایجان واقع شده است.
این مسجد که در سال ۱۶۷۷ میلادی تکمیل شد، با تصمیم شماره ۱۳۲ کابینه وزیران جمهوری آذربایجان در تاریخ ۲ اوت ۲۰۰۱ در فهرست آثار تاریخی و فرهنگی محلی قرار گرفت.